# Ah, frumoasele bacante!
Ah! Les belles bacchantes este un film de comedie franțuzesc din 1954, regizat de Jean Loubignac, scris de Francis Blanche, cu Robert Dhéry și Louis de Funès în rolurile principale. Filmul este cunoscut și sub titlurile: Femmes de Paris; Ah! The nice moustache sau Peek-a-boo (SUA).  

## Intrigă
Robert Dhéry, regizorul teatrului „Folies-Méricourt” face reclamă la ultimul său spectacol intitulat Ah! Aceste femei frumoase. Inspectorul de poliție Michel Leboeuf, intrigat și alarmat de afișele îndrăznețe, decide să investigheze. 

## Distribuție
- Robert Dhéry : Robert Dhéry / Omul care cântă la violoncel
- Louis de Funès : Michel Lebœuf, inspectorul de poliție
- Colette Brosset : ea însăși, ca dansatoare
- Raymond Bussières : instalatorul
- Rosine Luguet : Rosine
- Roger Caccia
- Jacqueline Maillan : ea însăși, ca director al Folies Méricourt
- Francis Blanche : Garibaldo Trouchet
- Jacques Jouanneau : Joseph Delmar
- Mario David : omul musculos, în „Crearea lumii”
- Jacques Legras : un călugăr
- Roger Saget : un călugăr
- Robert Destain : Olaf Destain, cântând „Rêverie militaire”
- Guy Pierrault : un muzician (necreditat)
- Michel Serrault : un muzician
- Marthe Serres : Marthe Serres, pianistă